# Josep Maria de Casacuberta
Josep Maria de Casacuberta  (* 4. Oktober 1897 in Barcelona; † 1985 ebenda) war ein spanischer Romanist, Katalanist und Verleger.

## Leben und Werk
Casacuberta studierte in Barcelona Jura und Philologie. Er gründete 1924 den wissenschaftlichen Verlag "Editorial Barcino", der sich durch Klassikerausgaben einen Namen machte, und das von Joan Coromines weitergeführte Onomasticon Cataloniae (8 Bde., Barcelona 1989–1997).
Casacuberta war Mitglied des Institut d’Estudis Catalans und der Reial Acadèmia de Bones Lletres de Barcelona.
Das Museu d'Història de Catalunya veranstaltete Ende 2005 eine Ausstellung „Clàssics i més. L'editorial Barcino i Josep Maria de Casacuberta“.

## Werke
- (Hrsg.) Bernat Metge, Lo somni, Barcelona 1924
- Excursions i sojorns de Jacint Verdaguer a les contrades pirinenques, Barcelona 1953
- Lo verdader català. Primer òrgan periodístic de la Renaixença (1843), Barcelona 1956
- (Hrsg. mit Joan Torrent i Fàbregas) Epistolari de Jacint Verdaguer, 11 Bde., Barcelona 1959–1993
- Estudis sobre Verdaguer, hrsg. von Ricard Torrents, Barcelona 1986